# گلی باغ
گلی باغ (به انگلیسی: Gulibagh) یک منطقهٔ مسکونی در پاکستان است که در خیبر پختونخوا واقع شده‌است.